# Adamstown (Pennsylvania)
|  | Dieser Artikel wurde aufgrund von inhaltlichen Mängeln auf der Qualitätssicherungsseite des Projektes USA eingetragen. Hilf mit, die Qualität dieses Artikels auf ein akzeptables Niveau zu bringen, und beteilige dich an der Diskussion! Eine nähere Beschreibung der zu behebenden Mängel fehlt. |

Adamstown (Pennsylvania Dutch: Adamschteddel) ist eine als Borough statuierte Siedlung im Lancaster County und im Berks County im Südosten des US-amerikanischen Bundesstaates Pennsylvania. Das U.S. Census Bureau hat bei der Volkszählung 2020 eine Einwohnerzahl von 1.938 ermittelt.

## Geografie
Von der Gesamtfläche (3,6 km²) entfällt alles auf Landfläche.

## Bevölkerung
Ein erheblicher Teil der Einwohner Adamstadts sind Nachfahren deutscher Einwanderer. Noch heute wird Pennsylvania-Deutsch bzw. Deutsch gesprochen.
Gemäß der Volkszählung im Jahr 2000 waren 99,09 % Weiße (1,00 % Hispanics), 0,08 % Afro-Amerikaner, 0,25 % Asiaten, 0,42 % andere, 0,17 % sind Mischlinge.
In den 501 Haushalten wohnten in 29,5 % der Fälle Kinder unter 18 Jahren. In 59,1 % lebten nur verheiratete Paare, 7,2 % der Haushalte wurde nur von Frauen ohne Mann geführt. In 29,9 % der Haushalte lebten Nicht-Familien. Die durchschnittliche Familiengröße betrug 2,85.
22,9 % der Bevölkerung waren unter 18, 5,6 % waren 18 bis 24 Jahre alt. 33,3 % waren 25 bis 44, 23,3 % von 45 bis 64, und 14,9 % waren älter als 65 Jahre. Das Durchschnittsalter wurde mit 37 angegeben. Auf 100 Frauen kamen 94,7 Männer, bei über 18-Jährigen betrug das Verhältnis 100 zu 91,9.
Adamstown ist laut Volkszählung in den letzten Jahrzehnten kontinuierlich gewachsen, was keine Selbstverständlichkeit für viele Kleinstädte und Dörfer Amerikas darstellt.